# Вика Старикова
Виктория „Вика“ Старикова е руска поп певица от град Нижни Тагил, Свердловска област, Русия.
Виктория Старикова е родена на 18 август 2008 г. в Нижни Тагил.
Музикалата кариера на Старикова започва през 2017 г., когато участва в проекта Minute of Glory. На конкурса, придружена от майка си тя изпълнява кавър версия на песента на рок певицата Земфира „Жить в твоей голове“. Въпреки че публиката е впечатлена се намират някои съдии от журито, които не харесват изпълнението и си позволяват да споделят това с груби коментари. След втория кръг на конкурса, на който в дует с майка си изпълнява песента „Родина“, тя напуска състезанието.
Въпреки първоначалния неуспех на Minute of Glory, през 2017 г. Вика се сдобива с популярност след представянето на видеоклипа към песента на Франсис Лемарк „Три желания“. Този клип е представен на Международния вокален конкурс. През първите две седмици след премиерата видеото е гледано над 1,5 милиона пъти. През 2020 г. Вика Старикова учи в Политехническа гимназия и музикално училище. На сцената и в студиото тя изпълнява песните си на руски и английски език.

## Дискография
| Три желания   | Klever Label | 13 май 2019       |
| Ангел и я     | Klever Label | 23 декември 2019  |
| Два журавля   | Klever Label | 30 септември 2021 |
| Чайка         | Klever Label | 29 декември 2021  |
| Первая любовь | Klever Label | 17 юни 2022       |

## Видеография
| Узнавай-ка с Викой Стариковой | 2022 |

## Награди
- „Личност на годината“ в номинацията „Деца, прославили града“. Нижни Тагил (2017)[2]
- Полуфиналист на телепроекта „Минута славы, Юбилейный Сезон“[5]
- Гран-при на международния конкурс „Chorus Inside Summer 2018 Chieti“ (Италия) (2018)[5]
- Гран-при на международния конкурс „Дети Рулят 2018“ (2018)[5]
- Лауреат на областния конкурс „Салют, Россия!“ (2018)[5]
- Лауреат на международния Фестивал „Поколение NEXT Summer 2018“ (2018)[5]
- Победител на интернет-конкурс „Super дети Поколение М“[5]
- Победител на областния конкурс за естрадно детско творчество „Урал MIX “ (2019)[5]
- Гран-при на областния конкурс „Семицветик“ (2019)[5]